# Актон, Бен
Бенджамин Максвелл (Бен) Актон (англ. Benjamin Maxwell (Ben) Acton) — австралийский хоккеист (хоккей на траве и хоккей с шайбой), левый нападающий. Участник зимних Олимпийских игр 1960 года.

## Биография
Бен Актон родился 2 декабря (по другим данным, 12 июля) 1927 года в австралийском городе Футскрей.
Учился в государственной школе Джилонг-Роуд и техническом колледже Футскрей.
Первоначально занимался футболом в клубе «Футскрей», однако затем под влиянием сестры Джойс увлёкся хоккеем.
Начал играть в хоккей на траве в 1941 году в составе «Футскрея». В его составе в течение десяти лет подряд выигрывал клубный чемпионат Австралии (1947—1956). Был одним из руководителей «Футскрея»: в 1946—1948 годах занимал пост вице-президента, в 1950 году — секретаря, в 1953—1958 годах — президента, в 1947—1958 годах был тренером команды. Также в течение 15 лет выступал за штат Виктория, в 1948—1951 и 1953—1956 годах играл за сборную Австралии. В составе национальной команды в 1952 году участвовал в турне по Новой Зеландии, в котором австралийцы одержали 20 побед и дважды сыграли вничью. Был вице-капитаном сборной Австралии в 1950, 1952 и 1954 годах.
В 1951 году стал параллельно играть в хоккей с шайбой. В 1951—1953 годах выступал за «Уайлдкэтс» из Мельбурна (45 матчей), будучи играющим помощником главного тренера, в 1954—1960 годах — за «Монаркс» (88 матчей): обе команды выступали в хоккейной лиге Виктории. В 1959 году стал лучшим ассистентом турнира.
В 1960 году вошёл в состав сборной Австралии по хоккею с шайбой на зимних Олимпийских играх в Скво-Вэлли, занявшей 9-е место. Играл на позиции нападающего, провёл 6 матчей, шайб не забрасывал. Был капитаном команды.
Получил предложение играть за сборную Австралии в 1964 году на зимних Олимпийских играх в Инсбруке, однако отказался из-за деловых причин.
После окончании карьеры был судьёй по хоккею на траве и хоккею с шайбой.
Занимался сантехническим бизнесом, начатый его дедом, в честь которого и назвали будущего хоккеиста.
Умер 10 июля 2020 года в доме престарелых в австралийском штате Квинсленд. Актон завещал своё тело университету Гриффита для учёбы студентов.

## Семья
Отец — Клиффорд Джеймс Актон, тренер по хоккею с шайбой, возглавлявший «Уайлдкэтс».
Был женат, вырастил дочь Дженни и сына Гарри.

## Память
В 1949 году стал пожизненным членом клуба по хоккею на траве «Футскрей».
Участок в общественных садах Футскрея назван именем Актона.
В 2000 году в составе сборной страны, участвовавшей в зимних Олимпийских играх в Скво-Вэлли, стал пожизненным членом Федерации хоккея с шайбой Австралии.